# Maria Carme Vidal i Xifré
Carme Vidal i Xifre (Girona, 16 de juliol de 1954 - Celrà, 6 d'agost de 1998) fou una pedagoga i política catalana, diputada al Parlament de Catalunya en la IV i V Legislatures.

## Biografia
Va fer el batxillerat a l'IES Jaume Vicens Vives i es llicencià en Magisteri a la Universitat de Girona i en Filosofia i lletres a la Universitat Autònoma de Barcelona, on el 1983 es doctorà en Ciències de l'Educació. Ha treballat com a mestra d'EGB a Girona, Banyoles i Celrà de 1977 a 1980. De 1981 a 1992 fou professora a la UAB, de 1989 a 1991 fou directora del centre associat a la Universitat Nacional d'Educació a Distància de Girona i de 1987 a 1991 coordinadora de la Secció de Lletres i de l'Agrupació de Pedagogia de la Universitat de Girona. Ha estat membre de la Societat Catalana de Pedagogia.
Fou escollida diputada dins les llistes de Convergència i Unió a les eleccions al Parlament de Catalunya de 1992 i 1995, i ocupà l'escó fins a la seva mort el 1998. Fou secretària (1992) i presidenta (1995) de la Comissió del Síndic de Greuges. En honor seu el 2003 es va crear la Fundació Carme Vidal i Xifré, dedicada a la recerca en neuropsicopedagogia.

## Guardons
- Primer premi estatal d'Experiències Educatives (1981)
- Primer premi Josep Pallach d'Educació (1984)

## Obres
- Algunas preocupaciones de la investigación educativa (1988)
- La recerca educativa a la CEE (1991)
- Contenidos y proyectos curriculares en los países europeos en el nível de ensenanza correspondiente al tercer ciclo de EGB, incluyendo las reformas recientes o en curso y sus fundamentos (amb altres, 1988)